# Wendische Kirche (Spremberg)

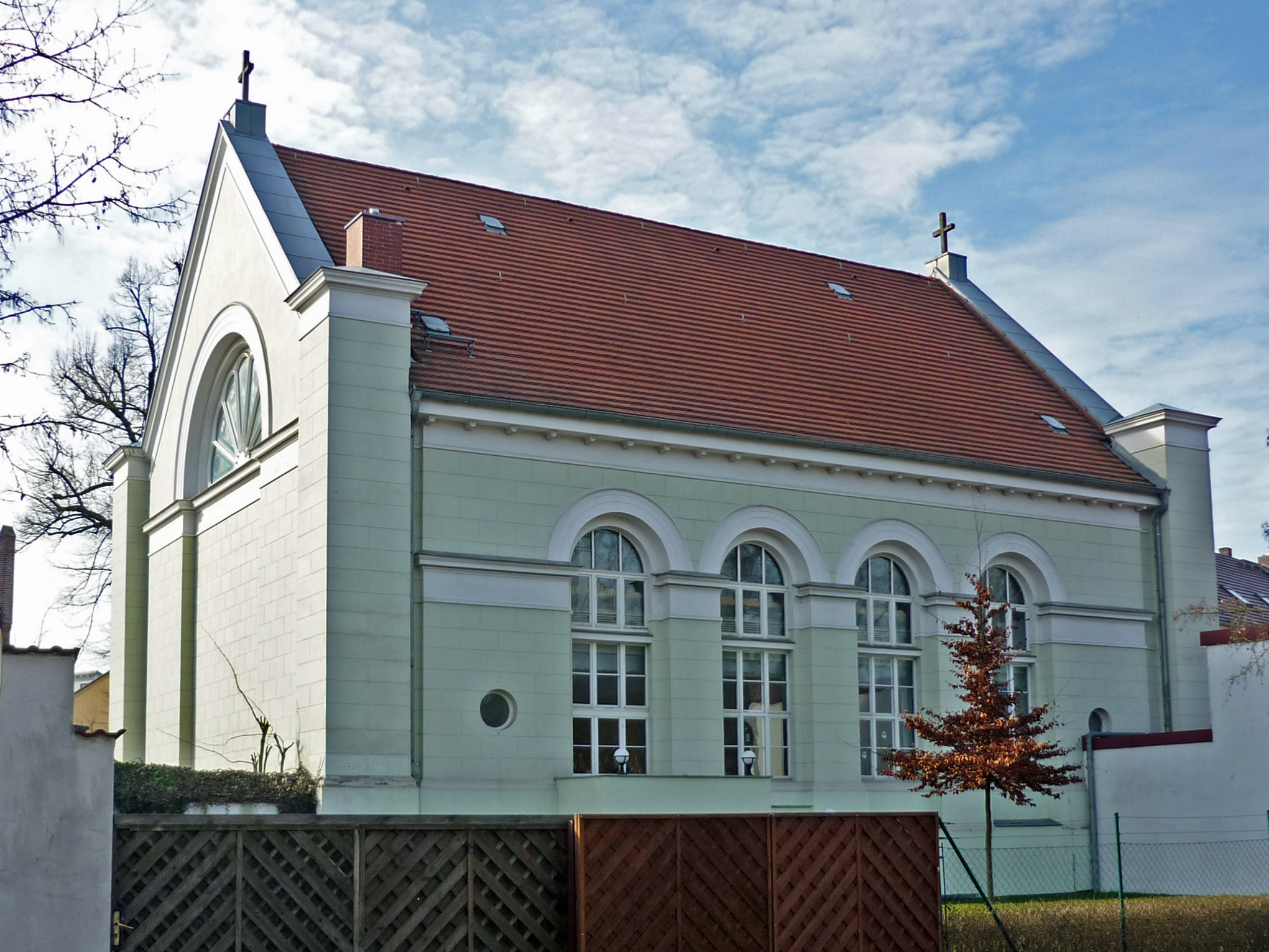
Wendische Kirche (2015)

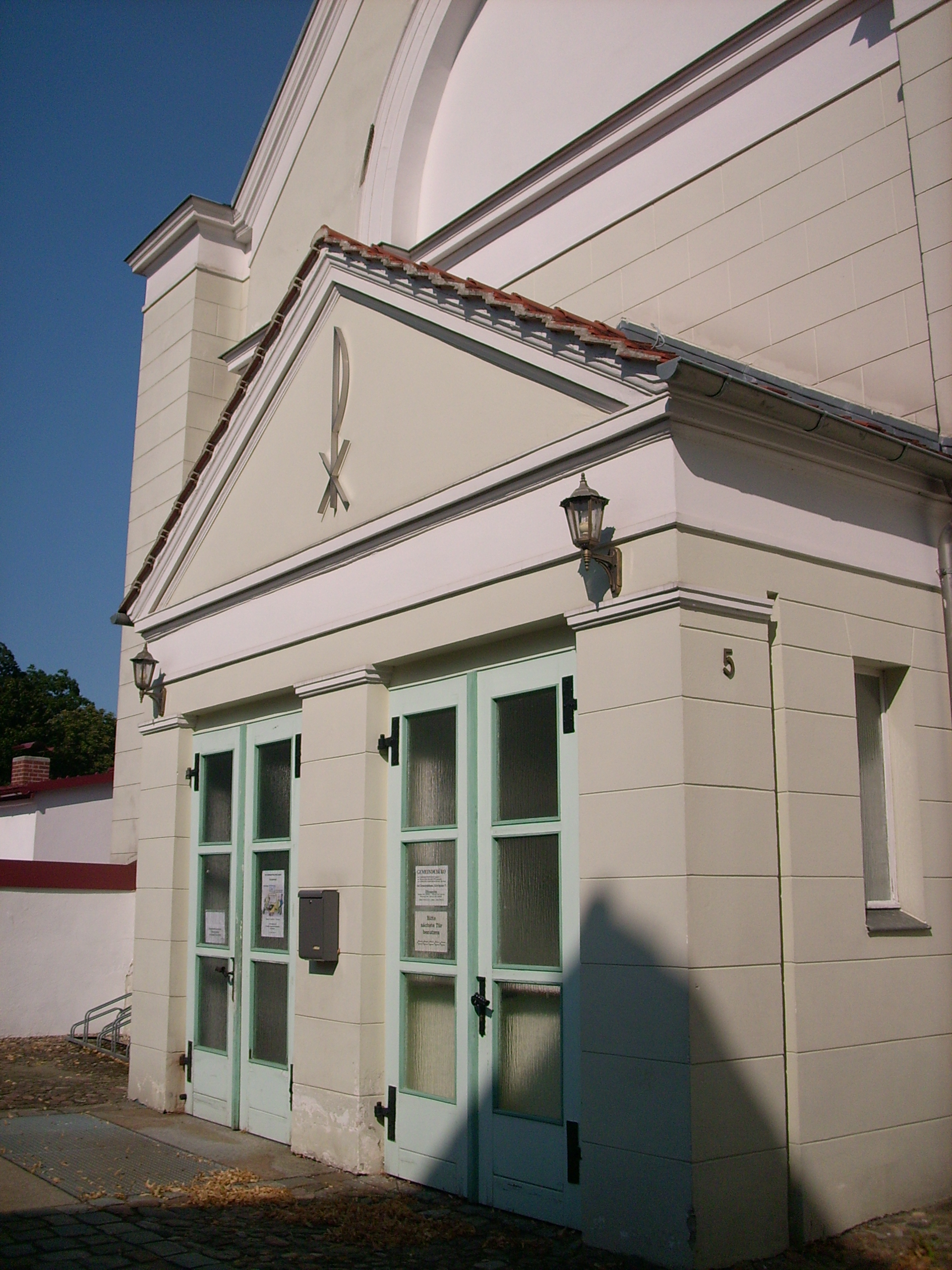
Eingang zum Gebäude (2012)

Die Wendische Kirche, niedersorbisch Serbska cerkwja, nach dem Einzugsgebiet auch als Landkirche Spremberg bezeichnet, ist ein ehemaliges Kirchengebäude in der Stadt Spremberg im Landkreis Spree-Neiße in Brandenburg. Es dient heute der Kreuzkirchengemeinde Spremberg als Gemeindezentrum. Die Wendische Kirche ist als Baudenkmal in der Denkmalliste des Landes Brandenburg eingetragen.

## Geschichte und Architektur
Die erste Wendische Kirche wurde 1676 auf eigene Kosten durch Ursula von Kittlitz als Gotteshaus für einige sorbische Bewohner der Dörfer Cantdorf, Kochsdorf, Muckrow, Sellessen, Slamen, Trattendorf und Weskow gebaut, die sich zu einer Kirchengemeinde zusammengeschlossen hatten. Diese Kirche wurde am 30. Juli 1705 bei einem Stadtbrand zerstört. Genau fünf Jahre später wurde der Grundstein für einen Neubau gelegt. Während des Baus kam es immer wieder zu finanziellen Problemen, weshalb die Kirche erst 1734 fertig gestellt wurde. Am 21. April 1834 wurde das Gebäude wegen baulichen Mängeln abgerissen, daraufhin wurde auf dem Fundament mit dem Bau der bis heute erhaltenen Kirche begonnen.
Der Entwurf für die Kirche stammte vom preußischen Oberbaurat Karl Friedrich Schinkel. Gottesdienste in niedersorbischer Sprache wurden bis 1874 gehalten. Im Jahr 1926 wurde das Gebäude erstmals mit elektrischem Strom versorgt. 1966 wurde die Wendische Kirche zum evangelischen Gemeindehaus umgebaut, dafür wurde auf Höhe der Emporen eine Zwischendecke eingezogen. Das Erdgeschoss wurde in kleinere Räume unterteilt, im Obergeschoss wurde ein großer Gottesdienstsaal eingerichtet. Zwischen 1993 und Dezember 1994 wurden an der ehemaligen Wendischen Kirche umfangreiche Sanierungsarbeiten durchgeführt.
Die Wendische Kirche ist eine Saalkirche in streng klassizistischen Formen. Die Außenwände sind mit Putzquaderung gegliedert und mit großen Rundbogenfenstern versehen. Die Kirche hat ein Satteldach mit einer Deckung aus Biberschwanzziegeln und an den Schmalseiten Dreiecksgiebel. An der Westwand liegt eine Eingangshalle. Im Innenraum ist die Kirche als Pseudobasilika gestaltet und mit einem Tonnengewölbe auf dorischen Säulen gestaltet.

## Ausstattung
In der Wendischen Kirche steht ein hölzernes Altarretabel mit schlichtem Säulenaufbau und Auferstehungsgemälde aus dem Jahr 1585. Dieser Aufsatz stammt ursprünglich aus der Dorfkirche Wolkenberg, wurde 1717 in die Dorfkirche Stradow umgestellt und befindet sich seit der bergbaubedingten Devastierung der Ortschaft Stradow im Jahr 1983 in der Wendischen Kirche. Im neuen Schrein stehen Schnitzfiguren der Madonna und der heiligen Andreas und Barbara; diese stammen aus der abgebrochenen Dorfkirche Groß Buckow. Die Holztaufe von 1735 steht auf einem Dreifuß und stand bis 1971 in der Dorfkirche Jessen.
Im Jahr 1901 wurde in der Wendischen Kirche eine Orgel des Orgelbauers Wilhelm Sauer aus Frankfurt (Oder) eingebaut. 1969 wurde das Instrument von Ludwig Glöckner überarbeitet, 1994 erfolgte eine Grundsanierung der Orgel durch die Firma W. Sauer Orgelbau. Die Orgel hat eine pneumatische Kegellade und insgesamt zwölf Register auf zwei Manualen und dem Pedal.
| I. Manual C–f3 |             |        |
| 1.             | Grobgedackt | 8′     |
| 2.             | Gemshorn    | 8′     |
| 3.             | Principal   | 4′     |
| 4.             | Rohrflöte   | 4′     |
| 5.             | Terzflöte   | 1 3⁄5′ |
| 6.             | Flageolett  | 1′     |

| II. Manual C–f3 |             |       |
| 7.              | Gedackt     | 8′    |
| 8.              | Flöte Dolce | 4′    |
| 9.              | Principal   | 2′    |
| 10.             | Quinte      | 1 ⁄3′ |

| Pedalwerk C–d1 |           |     |
| 11.            | Subbaß    | 16′ |
| 12.            | Choralbaß | 4′  |

- Koppeln: II/I, I/P, II/P